# Grace.Will.Fall
Grace.Will.Fall ist eine schwedische Hardcore-Punk-Band aus Jönköping, die im Jahr 2002 gegründet wurde.

## Geschichte
Die Band wurde Ende 2002 gegründet und bestand aus dem Sänger Ulf Blomberg, den Gitarristen Samuel Enocsson und Björn Isaksson, dem Bassisten Axel Svensson und dem Schlagzeuger John Andersson. Ihren ersten Auftritt hielt die Band in der Weihnachtszeit desselben Jahres ab. Nach weiteren Live-Auftritten, unter anderem 2004 auf dem Festival Popstad, das jährlich von Sveriges Radio P3 veranstaltet wurde und dem Bobfest, dem größten christlichen Metal-Festival Europas, sowie der Veröffentlichung der ersten Demos, folgte Ende 2004 eine Split-Veröffentlichung zusammen mit Counterblast, der sich 2006 eine weitere zusammen mit M:40 anschloss. Im selben Jahr nahm die Gruppe 12 neue Lieder im Tonteknik Studio in Umeå auf, in dem bereits Refused, The Hives, In Flames und Poison the Well Songs aufnahmen. Die Lieder erschien im Februar 2007 als selbstbetiteltes Debütalbum bei Guideline Records. Bereits im Januar war das Lied Freedom auf dem Sampler Songs to Set the Heart on Fire 2 zu hören, der auf verschiedenen Konzerten, unter anderem auch bei Norma Jean, kostenlos herausgegeben wurde. Der Veröffentlichung schlossen sich weitere Auftritte an, wobei die Gruppe unter anderem auch eine Europatournee abhielt. Jedoch konnte die Gruppe aufgrund der Handverletzung eines Mitglieds sowie durch Probleme mit dem Label nur mäßig viele Auftritte abhalten. Dies änderte sich im Jahr 2008, in dem die Band 50 Auftritte in sieben verschiedenen Ländern abhielt. Währenddessen nahm die Band ihr zweites Album auf. Der mit Second Album betitelte Tonträger erschien im April 2009 bei Midsummer Records, ehe es erneut auf Tour durch Europa ging. Nachdem der Bassist Axel Svensson sich von der Band getrennt hatte, musste diese einige Touren absagen. Gegen Ende des Jahres kam Erik Johansson als neuer Bassist zur Band. Im Jahr 2010 erschien der Sampler Halvfabrikat Fick Oss Göra Det 1999–2009, der das zehnjährige Bestehen des schwedischen Labels Halvfabrikat feierte, wofür Grace.Will.Fall einen Song beisteuerte. Im Februar 2010 ging die Band mit der neuen Besetzung auf Tour, ehe bei dem deutschen Label Redfield Records eine Split-Veröffentlichung zusammen mit Lower Than Atlantis, Talk Radio Talk und Mnmnts folgte. Den Rest des Jahres schrieb die Band an neuem Material, das im Februar 2011 in Form der EP Punkjävlar erschien. Die EP enthielt vier neue Lied, drei alte Lieder die im Studio neu aufgenommen wurden, sowie eine Coverversion von Eddie Meduzas Punkjävlar. Zur Veröffentlichung hielt die Band einen Auftritt in einem lokalen Club in Jönköping ab. Im selben Jahr ging die Band erneut auf Europatournee. Im Juni 2011 nahm die Band die ersten Schlagzeugspuren für ein neues Album auf. Ende 2011 und Anfang 2012 schrieb die Band weiter an neuen Liedern nahm dabei auch einige Bass- und Gitarrenspuren neu auf. Da sich das zehnjährige Jubiläum der Band näherte, ging sie zusammen mit M:40 und Counterblast, die ebenfalls Jubiläen feierten, auf Tour durch Schweden und trat dabei unter anderem in Lidköping, Jönköping und Göteborg auf. Währenddessen verließ der Gitarrist Samuel Enocsson die Band. Da Hampus Mörk als neuer Bassist zur Besetzung kam, entschied sich der bisherige Bassist Johansson zur E-Gitarre zu wechseln.

## Stil
Laut Joachim Hiller vom Ox-Fanzine sei auf Second Album „zerfahrener, chaotischer Hardcore“ zu hören, der an die Musik von Refused erinnere. Mit der Verzweiflung von Modern Life Is War erinnere die Gruppe an andere skandinavische Bands wie JR Ewing und Traktor. In seiner Rezension zu Punkjävlar von Jens Kirsch vom Ox-Fanzine gab er an, dass die Band ein legitimer Nachfolger zu Refused sei, wobei die Band im Vergleich zu den Vorgängern aggressiver klinge.

## Diskografie
- 2004: Grace.Will.Fall / Counterblast (Split mit Counterblast, HoboRec)
- 2004: Yesterday Never Came (EP, Eigenveröffentlichung)
- 2006: Down Down Down (Single, HoboRec)
- 2007: Grace.Will.Fall (Album, Guideline Records)
- 2009: Second Album (Album, Midsummer Records)
- 2010: Grace.Will.Fall / Lower Than Atlantis / Talk Radio Talk / Mnmnts (Split mit Lower Than Atlantis, Talk Radio Talk und Mnmnts, Redfield Records)
- 2011: Punkjävlar (EP, HoboRec)
- 2013: M:40, Grace.Will.Fall (Split mit M:40, Halvfabrikat Records/HoboRec/Midsummer Records)